# СамоИрония судьбы
«СамоИрония судьбы» — российская музыкальная новогодняя комедия 2022 года производства телеканала «ТНТ» и компании «Comedy Club Production», снятая режиссёрами Михаилом Семичевым и Романом Кимом. Является пародией на советский фильм Эльдара Рязанова «Ирония судьбы, или С лёгким паром!». Главные роли исполнили: Тимур Батрутдинов, Ольга Бузова, Ольга Картункова и Филипп Киркоров.
Закрытый показ фильма состоялся 29 декабря 2022 года в кинотеатре «Москва». Премьера на телевидении состоялась 31 декабря 2022 года в 21:30 на телеканале «ТНТ».

## Сюжет
Главный сюжет фильма основан на оригинальном сюжете «Ирония судьбы, или С лёгким паром!»: москвич Женя Лукашин в состоянии алкогольного опьянения после проведённого им в бане корпоратива по ошибке улетает в Санкт-Петербург и, приехав по «своему» адресу, оказывается в квартире Нади.
Несмотря на пережитые склоки и неурядицы, главные герои решают встречать Новый год вместе, но в отличие от оригинального сюжета, в конце концов, всё же решают вернуться к своим любимым: Женя — к Гале, а Надя — к Ипполиту.
Однако незадолго до наступления Нового года одна из стен квартиры по непонятной причине исчезает — это Шурик из фильма «Иван Васильевич меняет профессию» пытается вернуть царя в его время. Далее следует ряд скетчей-пародий на эту картину, которые озаглавлены как «Азамат Васильевич отменяет депрессию».
Помимо основного сюжета в фильме присутствуют врезки или просто отсылки на такие известные картины, как «Один дома», «Игра в кальмара», «Да здравствует Цезарь!», телепередачу «Песня года», шоу «Звёзды в Африке», «Наша Russia», клип Бритни Спирс на песню «Toxic», танец Уэнздей и ряд других заметных явлений в отечественной и зарубежной культуре.

## В ролях
| Актёр                                                      | Роль                                                          | Примечание                                                                      |
| Тимур Батрутдинов                                          | Женя Лукашин                                                  | главная роль, в том числе во вступительной части                                |
| Тимур Батрутдинов                                          | «бинога» — ведущий корпоратива в бане                         |                                                                                 |
| Ольга Бузова                                               | Галя (Бузова)                                                 | главная роль, в том числе во вступительной части                                |
| Ольга Картункова                                           | Надя Шевелёва                                                 | главная роль                                                                    |
| Филипп Киркоров                                            | Ипполит (Бедросович)                                          | главная роль                                                                    |
| Павел Воля                                                 | Женя Лукашин                                                  | во вступительной части                                                          |
| Павел Воля                                                 | шведский посол                                                | в заключительной части («анонсе» фильма «Азамат Васильевич отменяет депрессию») |
| Ляйсан Утяшева                                             | Галя                                                          | во вступительной части                                                          |
| Андрей Гайдулян                                            | Женя Лукашин                                                  | во вступительной части                                                          |
| Валентина Рубцова                                          | Галя                                                          | во вступительной части                                                          |
| Азамат Мусагалиев                                          | региональный чиновник Азамат Тахирович                        |                                                                                 |
| Азамат Мусагалиев                                          | Азамат Васильевич / Иван Грозный                              | в заключительной части («анонсе» фильма «Азамат Васильевич отменяет депрессию») |
| Михаил Галустян                                            | региональный чиновник Виктор Харитонович                      |                                                                                 |
| Михаил Галустян                                            | охранник Александр Родионович Бородач                         |                                                                                 |
| Михаил Галустян                                            | кукла-робот                                                   | в «Игре в горошек»                                                              |
| Михаил Стогниенко                                          | зампрокурора Севера — Юганского района Сергей Юрьевич Чечиров |                                                                                 |
| Николай Архипенко                                          | официант в бане                                               |                                                                                 |
| Екатерина Моргунова                                        | сотрудница аэропорта, менеджер стойки Валентина               |                                                                                 |
| Денис Дорохов                                              | бортпроводница в реальности                                   |                                                                                 |
| Денис Дорохов                                              | Шурик                                                         | в заключительной части («анонсе» фильма «Азамат Васильевич отменяет депрессию») |
| Людмила Чеботина (Люся Чеботина)                           | бортпроводница Люся во сне пьяного Лукашина                   | аллюзия на Бритни Спирс                                                         |
| Ольга Серябкина                                            | Русалка, певица в бане (камео)                                |                                                                                 |
| Евгений Трухин (Galibri в титрах как: «Galibri & Mavik»)   | Женя Лукашин                                                  | в роли Женей Лукашиных исполняли песню «Федерико Феллини»                       |
| Александр Фоменков (Mavik в титрах как: «Galibri & Mavik») | Женя Лукашин                                                  | в роли Женей Лукашиных исполняли песню «Федерико Феллини»                       |
| Марина Федункив                                            | соседка Нади                                                  |                                                                                 |
| Сергей Гореликов                                           | Женя Лукашин                                                  | в образе Сержа Горелого, ведущего шоу «Предварительные ласки» (камео)           |
| Игорь Ознобихин                                            | полицейский                                                   |                                                                                 |
| Сергей Жуков                                               | Игорь Кондиционеров, вокалист                                 |                                                                                 |
| Алексей Потехин                                            | работник мастерской, музыкант                                 |                                                                                 |
| Александр Степанов (ST)                                    | концертный директор и автор песен Гали Бузовой                | в образе дьявола                                                                |
| Алсу                                                       | камео                                                         | в роли самой себя из клипа на песню «Зимний сон»                                |
| Карина Зверева                                             | подружка Нади                                                 |                                                                                 |
| Валерия Астапова                                           | подружка Нади                                                 |                                                                                 |
| Демис Карибидис                                            | наследный принц Аль-Демис-ибн-Кариб (шейх)                    |                                                                                 |
| Кети Топурия (в титрах как: «А’Студио»)                    | Галя                                                          | исполнение песни «Мне нравится, что вы больны не мной»                          |
| Байгали Серкебаев (в титрах как: «А’Студио»)               | музыкант клавишник                                            | исполнение песни «Мне нравится, что вы больны не мной»                          |
| Владимир Миклошич (в титрах как: «А’Студио»)               | музыкант бас-гитары                                           | исполнение песни «Мне нравится, что вы больны не мной»                          |
| Екатерина Скулкина                                         | ведущая передачи «Песня года»                                 |                                                                                 |
| Хабиб Шарипов (Хабиб)                                      | певец на «Песня года»                                         | аллюзия на Эдуарда Хиля                                                         |
| Олег Верещагин                                             | зритель на «Песня года»                                       |                                                                                 |
| Олег Верещагин                                             | Феофан                                                        | в заключительной части («анонсе» фильма «Азамат Васильевич отменяет депрессию») |
| Дмитрий Журавлёв                                           | милиционер на «Песня года»                                    |                                                                                 |
| Клавдия Высокова (Клава Кока)                              | Лена Крылова                                                  | пародия на героиню Людмилы Гурченко и песню «Пять минут»                        |
| Анатолий Цой                                               | вербовщик «Игры в горошек»                                    |                                                                                 |
| Гарик Мартиросян (в титрах как: Игорь Мартиросян)          | ведущий «Игры в горошек»                                      |                                                                                 |
| Гарик Мартиросян (в титрах как: Игорь Мартиросян)          | Шпак                                                          | в заключительной части («анонсе» фильма «Азамат Васильевич отменяет депрессию») |
| Марина Кравец                                              | ведущая реалити-шоу «Влюбись, если сможешь»                   |                                                                                 |
| Анна Хилькевич                                             | ведущая реалити-шоу «Влюбись, если сможешь»                   |                                                                                 |
| Артём Муратов                                              | Карп Якин, режиссёр клипа с Зиной Тимофеевой                  | в заключительной части («анонсе» фильма «Азамат Васильевич отменяет депрессию») |
| Лёля Гущина                                                | пассия режиссёра Якина                                        | в заключительной части («анонсе» фильма «Азамат Васильевич отменяет депрессию») |
| Анна Дзюба (Анна Асти)                                     | Зина Тимофеева, жена Шурика, киноактриса                      | в заключительной части («анонсе» фильма «Азамат Васильевич отменяет депрессию») |
| Илья Соболев                                               | Жорж Милославский                                             | в заключительной части («анонсе» фильма «Азамат Васильевич отменяет депрессию») |
| Андрей Шелков                                              | кинооператор клипа с Зиной Тимофеевой                         | в заключительной части («анонсе» фильма «Азамат Васильевич отменяет депрессию») |
| Дмитрий Вьюшкин                                            | работник съёмочной команды клипа                              | в заключительной части («анонсе» фильма «Азамат Васильевич отменяет депрессию») |
| Александр Алымов                                           | работник съёмочной команды клипа                              | в заключительной части («анонсе» фильма «Азамат Васильевич отменяет депрессию») |
| Александра Григорян                                        | стюардесса                                                    |                                                                                 |
| Владимир Антоник                                           | текст за кадром                                               |                                                                                 |

## Музыка
В начале фильма при показе вступительных титров в исполнении Павла Воли звучит переделка песни «Со мною вот что происходит» из оригинальной картины: в ней перечисляется ряд принявших участие в съёмках актёров и исполнителей песен.
На протяжении фильма звучат мелодии из оригинальной кинокартины. Основной сюжет несколько раз перебивается музыкальными вставками: у большинства исполнителей в них звучат их собственные песни, однако Клаве Коке, Анне Асти и группе «А’Студио» достались композиции из легендарных советских фильмов.
| Исполнитель                      | Песня                                               | Примечание                                                                            |
| Rolf Krueger                     | «Go Brasil»                                         |                                                                                       |
| Михаил Стогниенко                | Alexey Massalitinov — «Балалайка» (OST Наша Russia) | играет мелодию на балалайке                                                           |
| Ольга Серябкина                  | «Мама Люба»                                         | песня группы Serebro, солисткой которой ранее была певица                             |
| Ольга Серябкина                  | «Бывшие»                                            | в фильме прозвучал лишь небольшой отрывок                                             |
| Людмила Чеботина (Люся Чеботина) | «Солнце Монако»                                     | в роли бортпроводницы, отсылка к образу Бритни Спирс в клипе «Toxic»                  |
| Филипп Киркоров                  | «Единственная»                                      |                                                                                       |
| Филипп Киркоров                  | «Цвет настроения синий»                             | с интерпретацией того, как бы эту песню спели в других странах                        |
| Galibri & Mavik                  | «Федерико Феллини»                                  | в роли Женей Лукашиных                                                                |
| Сергей Жуков и Алексей Потехин   | «Он тебя целует»                                    | в роли самих себя (группа «Руки Вверх!»)                                              |
| Алсу                             | «Зимний сон»                                        | пародия на фильм «Один дома»                                                          |
| «А’Студио»                       | «Мне нравится, что Вы больны не мной…»              | в современной аранжировке                                                             |
| Хабиб Шарипов (Хабиб)            | «Ягода малинка»                                     | в образе Эдуарда Хиля                                                                 |
| Клавдия Высокова (Клава Кока)    | «Пять минут»                                        | в образе Леночки Крыловой из фильма «Карнавальная ночь»; слова песни немного изменены |
| Ольга Картункова                 | «На Тихорецкую состав отправится»                   |                                                                                       |
| Михаил Галустян (Супер Жорик)    | «Золото»                                            | в образе куклы из «Игры в кальмара»                                                   |
| Анна Дзюба (Анна Асти)           | «Звенит январская вьюга»                            | в образе Зины Тимофеевой из фильма «Иван Васильевич меняет профессию»                 |

Несмотря на то, что в начальной песне кинокартины имелись слова «…Спешим обрадовать народ, что Бузова тут не споёт…», во время финальных титров она всё же исполняет свою композицию «Танцуй под Бузову».